# Łychowska Wola
Łychowska Wola – wieś sołecka w Polsce położona w województwie mazowieckim, w powiecie grójeckim, w gminie Jasieniec.
Wieś szlachecka Wola Łychowska położona była w drugiej połowie XVI wieku w powiecie grójeckim ziemi czerskiej województwa mazowieckiego. W latach 1975–1998 miejscowość administracyjnie należała do województwa radomskiego.
W miejscowości znajduje się zespół dworski z drugiej połowy XIX wieku, z dobrze zachowanym dworem i pozostałością parku dworskiego z licznymi okazami starodrzewu.
Mieści się tutaj także Środowiskowy Dom Samopomocy w Łychowskiej Woli.